# 세노르포데
세노르포데(སེ་སྣོལ་པོ་ལྡེ།)는 토번의 제19대 첸포이다.
| 전 대 쎄노르남데 | 제19대 토번국 짼뽀 ? - ? | 후 대 데노르남 |

| 전임 쎄노르남데 | 티베트의 국가 원수 ? ~ ? | 후임 데노르남 |